# Elektrownia jądrowa Krško
Elektrownia jądrowa Krško (słoweń. Nuklearna Elektrarna Krško) – elektrownia jądrowa zlokalizowana w mieście Krško w Słowenii, ok. 20 km od granicy z Chorwacją.

## Historia
W 1970 roku dwie republiki, Chorwacja i Słowenia, należące do będącej federacją Jugosławii, podpisały umowę, na mocy której w 1974 roku rozpoczęto budowę elektrowni atomowej w słoweńskiej miejscowości Krško. Amerykańska firma Westinghouse wygrała przetarg na budowę reaktora. W 1981 roku elektrownia została podłączona do sieci energetycznej, a oficjalnie uruchomiona w 1983 roku. Po rozpadzie Jugosławii w 1991 roku Słowenia i Chorwacja musiały uzgodnić zasady korzystania z elektrowni. Problemem było nie tylko określenie, w jaki sposób Chorwacja będzie płacić za prąd, ale również na jakich zasadach będzie uczestniczyć w kosztach modernizacji elektrowni, składowania odpadów jądrowych, składkach na fundusz wygaszania elektrowni. Problemem były również zasady zatrudniania w elektrowni pracowników mających chorwackie obywatelstwo. W wyniku sporów w 1998 roku Słowenia odcięła dostawy energii elektrycznej z elektrowni do Chorwacji. W 2001 roku podpisano nową umowę regulującą zasady korzystania z elektrowni przez oba kraje. Weszła ona w życie w 2003 roku. Ustalono w niej, że każdy kraj ma prawo do połowy produkowanej energii, odszkodowanie dla Chorwacji za poniesione straty, sposób zarządzania elektrownia i uczestniczenia w kosztach przez oba kraje.
Elektrownią zarządza słoweńsko-chorwacka spółka Nuklearna Elektrarna Krško (NEK), w której mają udział dwie spółki: słoweńska GEN Energija l.l.c i chorwacka Hrvatska Elektropriveda p.l.c.

### Rozbudowa
W 2006 roku przyjęto plan inwestycyjny na lata 2007–2023 zgodnie z którym planowano w 2017 roku rozpocząć budowę drugiego bloku o mocy 1000–1600 MW. W 2010 roku GEN Energija złożyła do Ministerstwa Gospodarki wniosek o zgodę na rozpoczęcie budowy, która miała być finansowana ze środków własnych firmy i kredytów. Kryzys gospodarczy, brak zgody na budowę i spadek zapotrzebowania na energię elektryczna spowodował opóźnienie w rozpoczęciu budowy.

## Dane techniczne
Elektrownia pracuje na wzbogaconym uranie 235U. Posiada jeden reaktor wodny ciśnieniowy o mocy 730 MW, pokrywa ona czwartą część zapotrzebowania Słowenii na energię elektryczną i piątą część zapotrzebowania Chorwacji. Reaktor, którego budowę rozpoczęto w 1975 roku, planowano wyłączyć w 2023 roku, jednak rządy Słowenii i Chorwacji zgodziły się w 2016 roku na wydłużenie jej eksploatacji do 2043 roku.

## Awarie
4 czerwca 2008 roku o 16.35 w elektrowni doszło do awarii systemu chłodzenia, w wyniku czego podjęto decyzję o bezpiecznym tymczasowym wyłączeniu elektrowni – reaktor wyłączono o 16:50. Zdaniem Greenpeace ogłoszenie alarmu przez Unię Europejską nie jest typowym działaniem.

## Zwiedzanie
Elektrownia znajduje się niedaleka Krška, w miejscowości Vrbina, na lewym brzegu rzeki Sawy. Elektrownia organizuje wycieczki z przewodnikiem po zakładzie. Rocznie korzysta z nich około 5000 osób. W większości są to uczniowie i studenci.